# Валашке Мезиржичи
Валашке Мезиржичи (на чешки: Valašské Meziříčí (ˈvalaʃskɛː ˈmɛzɪr̝iːtʃiː), на немски: Wallachisch Meseritsch) е град в Злински край на Чехия, вторият по броя на населението си в окръг Всетин.

## География
Градът се намира в източната част на историческата област Моравия. Разположен е на мястото на сливането на реките Всетинска Бечва и Рожновска Бечва, образуващи река Бечва, и в подножието на Всетинските планини и Моравско-силезките Бескиди. Валашке Мезиржичи административно е разделен на 9 района.

## История
За първи път Мезиржичи писмено се споменава през 1297 г. През втората половина на 14 век получава градско право. Името Валашке градът получава едва през 18 век. През 1942 г., по време на немската окупация, от града в концлагера Терезин (а после и в Освиенцим и Треблинка) са депортирани около 150 местни евреи. След 1945 г. във Валашке Мезиржичи активно се развиват химическата и стъкларската промишленост.

## Побратимени градове
- Бусум, Нидерландия
- Будва, Черна гора
- Чадца, Словакия
- Чачак, Сърбия
- Севлиево, България
- Балчик, България

## Известни жители
- Томаш Бердих (роден 1985), чешки тенисист
- Милан Барош (роден 1981), чешки футболист
- Маркета Ирглова (роден 1988), чешка пианистка и актриса